# Filipijnse watervaraan
De Filipijnse watervaraan, ook wel geelkopwatervaraan (Varanus cumingi) is een hagedis uit de familie varanen.

## Naam en indeling
De wetenschappelijke naam van de soort werd voor het eerst voorgesteld door William Charles Linnaeus Martin in 1839. Lange tijd werd de varaan als een ondersoort van de Indische varaan (Varanus salvator) gezien en werd de wetenschappelijke naam Varanus salvator cumingi gebruikt. Tegenwoordig wordt de hagedis als een aparte soort beschouwd.

## Verspreiding en habitat
Deze dieren komen endemisch voor op de Filipijnen; vooral op Mindanao maar ook op een aantal omliggende eilanden; Basilan, Bohol, Jolo, Leyte en Samar. De varaan is aangetroffen op een hoogte van zeeniveau tot ongeveer 1000 meter boven zeeniveau.
De habitat bestaat uit vochtige gebieden, zoals tropische bossen en mangrovebossen. Er is een tolerantie voor door de mens aangepaste gebieden zoals visvijvers.

## Voedsel
Het voedsel van de Filipijnse watervaraan bestaat uit knaagdieren, vogels, vissen, kreeftachtigen, slakken en eieren. De vrouwtjes zetten eieren af in de bodem.

## Beschermingsstatus

Een juveniel exemplaar.

Door de internationale natuurbeschermingsorganisatie IUCN is de beschermingsstatus 'veilig' toegewezen (Least Concern of LC).